# Undervelier

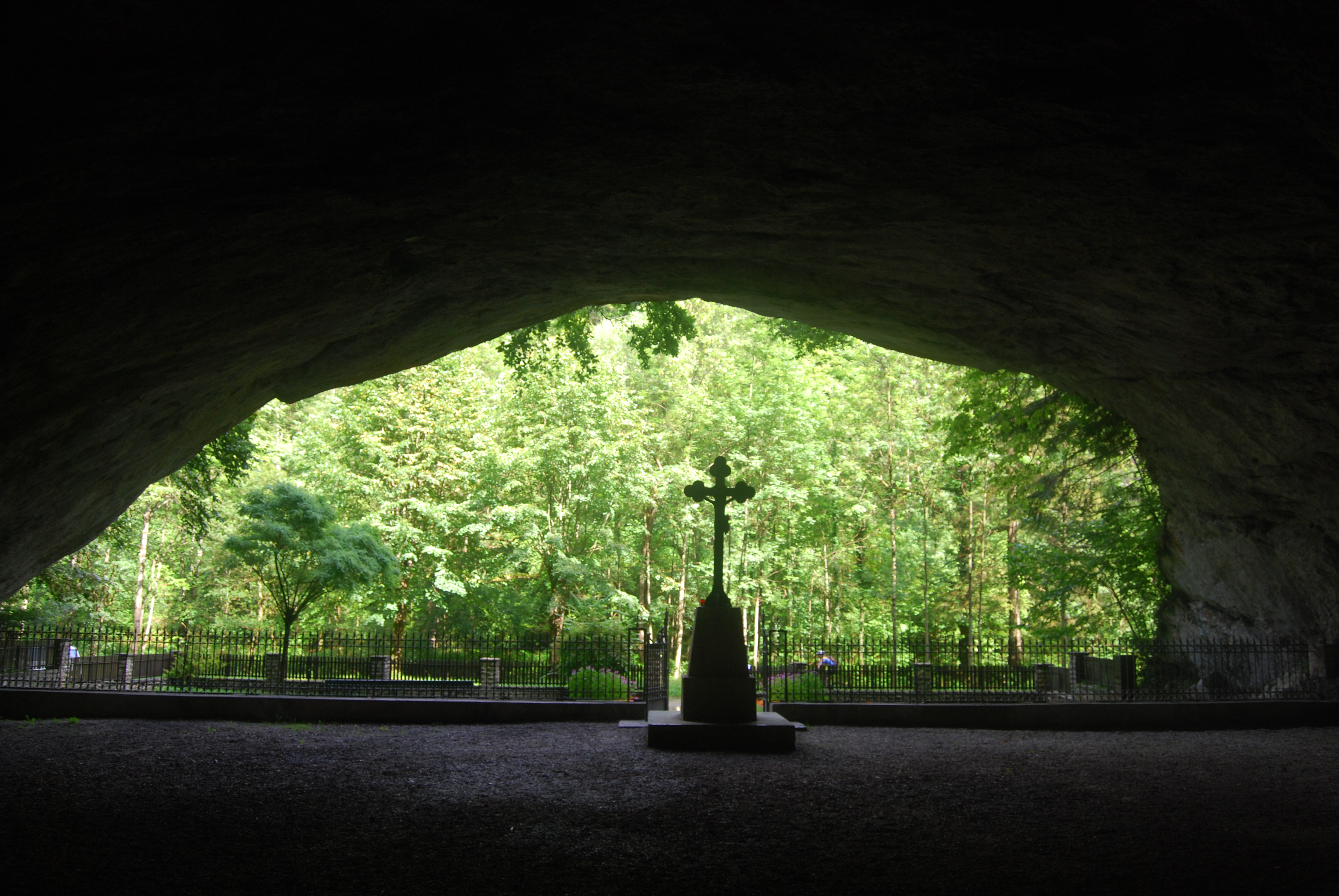

Undervelier (ancien nom allemand : Underswyler ou Unterschwiler) est une localité et une ancienne commune suisse du canton du Jura.

## Géographie
Undervelier est 536 m au-dessus de la mer et se trouve 12 km en sud-ouest de Delémont, capitale du canton du Jura.
À Undervelier se rencontrent 3 rivières. Le Folpotat et le Miery s'écoulent dans la Sorne.

## Histoire
Néolithique
- À Undervelier il y a la grotte de la Sainte Colombe avec une source. Cette caverne, fouillée en 1942, semble avoir abrité des hommes, de la fin du néolithique et de l'âge du bronze. Certains se demandent si la source a été l'objet d'un culte au temps des Gaulois.

1179
- Les premières documentations sont datées sur le nom Underswyler. Peut-être le nom vient-il de Undhari, une personne qui habitait là, peut-être des mots allemand Under/unter (« dessous ») et Wyler/Weiler (« hameau »).

XVIIe-XVIIIe siècle
- Les bâtiments des Forges ont été construits et appartenaient aux usines de fer et de forge fondées en 1599 par le prince-évêque de Bâle. En 1793 les usines ont été privatisées et en 1880 fermées.

Fin XVIIIe siècle
- la grotte de Sante Colombe devient un lieu de pèlerinage.

1793-1814
- Undervelier fait partie du département Mont-Terrible.

1815
- Undervelier fait partie du canton de Berne.

1841-1844
- L'église Saint-Erard est reconstruite. La Tour est de 1721, la paroisse du XIe siècle.

1853
- Undervelier devient une commune bourgeoise.

Début XXe siècle
- Les Blanches Fontaines reçoivent des bâtiments industriels. En 1924, c'était une horlogerie et une centrale hydroélectrique. La centrale hydroélectrique est toujours en fonction.

1978
- Undervelier fait partie du canton du Jura.

1986
- Une coopérative agricole du réseau Longo Maï s'installe dans la commune, à la ferme Le Montois[2].

2013
- La commune fusionne avec celles de Bassecourt, Glovelier, Courfaivre et Soulce pour former la nouvelle commune de Haute-Sorne.